# Саут-Лід-Гілл (Арканзас)
Саут-Лід-Гілл (англ. South Lead Hill) — місто (англ. town) в США, в окрузі Бун штату Арканзас. Населення — 86 осіб (2020).

## Географія
Саут-Лід-Гілл розташований на висоті 256 метрів над рівнем моря за координатами 36°23′42″ пн. ш. 92°54′20″ зх. д. / 36.39500° пн. ш. 92.90556° зх. д. (36.394904, -92.905564).  За даними Бюро перепису населення США в 2010 році місто мало площу 0,33 км², уся площа — суходіл.

## Демографія
Згідно з переписом 2010 року, у місті мешкали 102 особи в 38 домогосподарствах у складі 31 родини. Густота населення становила 312 особи/км².  Було 49 помешкань (150/км²). 
Расовий склад населення:
| - 100,0 % — білих |

До двох чи більше рас належало 0,0 %. Іспаномовні складали 1,0 % від усіх жителів.
За віковим діапазоном населення розподілялося таким чином: 37,3 % — особи молодші 18 років, 55,8 % — особи у віці 18—64 років, 6,9 % — особи у віці 65 років та старші. Медіана віку мешканця становила 32,5 року. На 100 осіб жіночої статі у місті припадало 126,7 чоловіків;  на 100 жінок у віці від 18 років та старших — 113,3 чоловіків також старших 18 років.
Середній дохід на одне домашнє господарство  становив 43 356 доларів США (медіана — 41 250), а середній дохід на одну сім'ю — 44 394 долари (медіана — 40 625). Медіана доходів становила 38 750 доларів для чоловіків та 21 406 доларів для жінок. За межею бідності перебувало 21,1 % осіб, у тому числі 25,0 % дітей у віці до 18 років та 0,0 % осіб у віці 65 років та старших.
Цивільне працевлаштоване населення становило 59 осіб. Основні галузі зайнятості: виробництво — 52,5 %, освіта, охорона здоров'я та соціальна допомога — 25,4 %, мистецтво, розваги та відпочинок — 8,5 %, роздрібна торгівля — 5,1 %.
За даними перепису населення 2000 року в Саут-Лід-Гіллі проживало 88 осіб, 22 родини, налічувалося 28 домашніх господарств і 33 житлових будинки. Середня густота населення становила близько 293 осіб на один квадратний кілометр. Расовий склад Саут-Лід-Гілла за даними перепису розподілився таким чином: 93,18 % білих, 2,27 % — корінних американців, 4,55 % — представників змішаних рас.
Іспаномовні склали 1,14 % від усіх жителів містечка.
З 28 домашніх господарств в 57,1 % — виховували дітей у віці до 18 років, 57,1 % представляли собою подружні пари, які спільно проживали, в 7,1 % сімей жінки проживали без чоловіків, 21,4 % не мали сімей. 17,9 % від загального числа сімей на момент перепису жили самостійно, при цьому 10,7 % склали самотні літні люди у віці 65 років та старше. Середній розмір домашнього господарства склав 3,14 особи, а середній розмір родини — 3,55 особи.
Населення містечка за віковим діапазоном за даними перепису 2000 року розподілилося таким чином: 38,6 % — жителі молодше 18 років, 8,0 % — між 18 і 24 роками, 31,8 % — від 25 до 44 років, 15,9 % — від 45 до 64 років і 5,7 % — у віці 65 років та старше. Середній вік мешканця склав 26 років. На кожні 100 жінок в Саут-Лід-Гіллі припадало 104,7 чоловіків, у віці від 18 років та старше — 92,9 чоловіків також старше 18 років.
Середній дохід на одне домашнє господарство в містечкі склав 30 625 доларів США, а середній дохід на одну сім'ю — 41 250 доларів. При цьому чоловіки мали середній дохід в 28 250 доларів США на рік проти 15 000 доларів середньорічного доходу у жінок. Дохід на душу населення в містечкі склав 15 724 долара на рік. Всі родини Саут-Лід-Хілла мали дохід, що перевищує рівень бідності, але 14,9 % від усієї чисельності населення перебувало на момент перепису населення за межею бідності.